# آقای قاضی
آقای قاضی مجموعه‌ای تلویزیونی ایرانی به کارگردانی سجاد مهرگان، محصول سال‌های ۱۴۰۱ تا ۱۴۰۳ است که داستان قضاوت‌های یک قاضی را روایت می‌کند. فصل اول این مجموعه که در سبک درام دادگاهی ساخته شده است، به تهیه‌کنندگی احمد شفیعی در ۴۲ قسمت از شبکه دو پخش شد. فصل دوم این مجموعه نیز به تهیه‌کنندگی سید حسام‌الدین حسینی از ۲۷ اردیبهشت ۱۴۰۳ به روی آنتن رفت و ۲ آذر ۱۴۰۳ در ۴۹ قسمت به پایان رسید. این سریال برای فصل سوم نیز تمدید شده.
سرپرستی گروه نویسندگان فصل دوم مجموعه آقای قاضی بر عهده حسین برکتی است و امیرحسین جواهری و رؤیا نژادشجاعی نیز با او همکاری می‌کردند.

## خلاصه داستان
در هر قسمت از مجموعه دو ماجرای کاملاً مجزا پخش می‌شود. هر قسمت دو فرد یا گروه شاکی و متشاکی (شکایت کیفری) یا خواهان و خوانده (شکایت حقوقی) وارد دادگاه می‌شوند و بعد از بیان مطالبشان قاضی حکم را صادر می‌کند. موارد شکایت موضوعات مختلفی مثل سرقت، ضرب و شتم، خیانت در امانت، آزار کلامی و این موارد را شامل می‌شود.
بازیگر ثابت این مجموعه در نقش قاضی بهزاد خلج است و سایر بازیگران، که حدود سیصد نفر و همه بازیگر تئاتر هستند، برای اولین بار در قاب تلویزیون ظاهر می‌شوند. گویندهٔ متن و روایتگر قسمت‌ها در فصل اول تورج مهرزادیان است. فصل دوم گوینده و روایت‌گر ندارد.

## بازخورد
برخی از وکلا همچون محمدهادی جعفرپور از وکلای دادگستری شیراز نسبت به ساختار بدون مطالعه این سریال انتقاد کردند. او معتقد است سریال از عدم شناخت صلاحیت محاکم تا نحوه دادرسی و حتی شیوه گفت‌وگوی اصحاب پرونده با قاضی، برخوردار است.
برخی دیگر سریال را در فضایِ‌مجازی به تولید فانتزی در قالب طنز، محکوم کردند و نه ساخت مجموعه‌ای با هدف به تصویرکشیدن چالش‌های حقوقی- قضایی شهروندان.
اما در میان این انتقادات، سمیرا مقدسی وکیل دادگستری و مشاور حقوقی و نیز محسن ابراهیمی رئیس امور فرهنگی قوه قضائیه اعتقاد دارند این سریال تلویزیونی توانسته گام آموزشی حقوقی را خوب بردارد.
سمیرا مقدسی می‌گوید: سریال «آقای قاضی» دربارهٔ تمام اتفاقات پیش آمده ریشه‌یابی کرده است و حرف مشترک تمام دلسوزان حقوقی، چه در قوه قضائیه و چه خارج از آن را به منصه ظهور می‌گذارد بدین شکل که روی نقطه ضعف مردم یعنی عدم اطلاع آن‌ها تمرکز می‌کند و در کنار آن به آموزش می‌پردازد؛ کاراکتر «آقای قاضی» که نقش بیان و آموزش حقوقی را در سریال دارد، در کنار مسئله‌یابی، راه‌حل دارد و با دیالوگ‌هایش به مردم آموزش می‌دهد، مثلاً می‌گوید که چرا قرارداد ننوشتید؟ چرا چک رد و بدل نکردید؟ چرا به یکدیگر اعتماد کردید؟ جمله‌های این کاراکتر به زبان سنگین حقوقی نیست که تأثیرگذاری آن را بیشتر و آموزش را برای همه افراد جامعه آسان می‌کند.
آقای قاضی نقطه عطف برنامه‌های آموزشی- حقوقی‌است و فکر می‌کنم اولین برنامه‌ای است که به صورت دیالوگ به آموزش مسائل حقوقی می‌پردازد، البته پیش از آن برنامه‌های آموزشی- حقوقی دیگری در شبکه سه یا پنج داشتیم که با سؤال و جواب پیش می‌رفت و مسائل حقوقی در آن بیان می‌شد اما چون سؤال و جواب جنبه آموزش مستقیم دارد، اثرگذاری موردنظر را روی مخاطب نخواهد داشت، برخلاف آن برنامه‌ها مخاطب حین دیدن «آقای قاضی» حواسش به سریال است و نمی‌خواهد چیزی یاد بگیرد و حتی مبنای فیلم نیز بر اساس آموزش مستقیم به مخاطبان نیست بلکه ما به‌صورت غیرمستقیم از آن یادمی‌گیریم، این بهترین رکن سریال «آقای قاضی» است.

## بازیگران
| نام           | نقش                  | توضیحات                          |
| ------------- | -------------------- | -------------------------------- |
| بهزاد خلج     | بهزاد خلج (قاضی خلج) | قاضی دادگاه و نقش اصلی           |
| کیومرث مرادی  | جولایی‌نژاد           | وکیل و دوست بهزاد خلج            |
| امین میری     | قاضی جلالی           | قاضی دادگاه انتظامی قضات         |
| مسعود بهرامی  | عارف آسترکی          | سرباز دادگاه                     |
| جعفر جمشیدی   | جعفر                 | منشی دادگاه                      |
| سعید آرام     | رستم راد             | سرباز دادگاه                     |
| شقایق خاکی‌پور | خانم بهرامی          | وکیل و دستیار و شاگرد جولایی‌نژاد |
| بهنام شرفی    |                      |                                  |
| سعید بهجت     |                      |                                  |